# أمجد العضايلة
أمجد عودة العضايلة سياسي أردني ولد في مدينة الكرك في جنوب الأردن عام 1962، شغل منصب وزير دولة لشؤون الإعلام في حكومة عمر الرزاز، تولى المنصب في 7 نوفيمبر 2019 خلفا لـ «جمانة غنيمات» واستمر فيه حتى 12 أكتوبر 2020.انضم إلى الفريق الحكومي في التعديل الوزاري الرابع للحكومة.
بدأ حياته العملية في وزارة الإعلام، وتدرج في المناصب إلى أن تم انتدابه للعمل في الديوان الملكي الهاشمي عام 1989، وأصبح مديراً لإدارة الإعلام والاتصال في الديوان الملكي الهاشمي حتى تاريخ 30 سيبتمبر 2008.
أنعم عليه الملك عبد الله الثاني بعدة أوسمة ومنحه رتبة وزير، وقد صدرت الإرادة الملكية السامية بتعيينه مستشاراً لجلالة الملك لشؤون الإعلام والاتصال برتبة وراتب وزير من (20 فبراير 2011- 5 أبريل 2012)، ومن ثم تم تعيينه سفيراً في الخارجية ولاحقا سفيراً للاردن في تركيا عام 2012. .

## المؤهلات العلمية
أنهى دراسته الثانوية في الكرك ثم التحق بجامعة اليرموك وحصل على شهادة البكالوريس في الصحافة والإعلام وتخرج منها في عام 1984.

## العضويات
- عضو مجلس امناء المركز الملكي الاردني للتوثيق الهاشمي (2008- حتى الآن)
- عضو مجلس أمناء جامعة جدارا (2008 - حتى الآن).
- مجلس أمناء مركز الجامعة الأردنية للدراسات الاستراتيجية (2007 حتى الآن)
- مجلس كلية الطب في الجامعة الأردنية (2006-2007)
- عضو الهيئة الملكية الأردنية الأولى (أكتوبر 2002)

## الأوسمة والجوائز
- وسام الاستقلال الأردني من الدرجة الأولى (الأردن 2003) - منحه الملك عبد الله الثاني
- وسام الاستقلال الأردني من الدرجة الثانية (الأردن 2001) - منحه الملك عبد الله الثاني
- كبير ضباط وسام أورانج ناساو (هولندا، 2006) - مُنحت من الملكة بياتريكس
- قائد الفرسان من وسام رويال بولار ستار (السويد، 2003) - مُنح من قبل كارل السادس عشر غوستاف
- وسام القائد وسام الاستحقاق من جمهورية ألمانيا الاتحادية (ألمانيا، 2002) - مُنح من المستشار جيرهاردت شرودر
- - وسام الاستحقاق من جمهورية إيطاليا (إيطاليا 2001) - منحه الرئيس كارلو ازيجليو شيامبي.
- ملازم فخري من الرتبة الملكية الفيكتورية (المملكة المتحدة، 2001) - منحته الملكة إليزابيث الثانية
- قائد وسام الاستحقاق الملكي النرويجي (النرويج، 2000) - مُنح من قبل الملك هارولد الخامس
- وسام الكنز المقدس (اليابان 1999) - منحه الإمبراطور أكيهيتو
- قائد وسام الاستحقاق الوطني (فرنسا، 2000) - مُنح من قبل الرئيس جاك شيراك
- صليب الضابط من رتبة إيزابيلا الكاثوليكية (إسبانيا، 1999) - منحه الملك خوان كارلوس
- نايت ضابط الصف الرابع من وسام أورانج ناسو (هولندا، 1994) - منحته الملكة بياتريكس
- نايت صليب وسام الاستحقاق المدني (إسبانيا، 1994) - مُنح من قبل الملك خوان كارلوس